# Ducado de Sajonia-Merseburgo
El Ducado de Sajonia-Merseburgo fue un territorio del Sacro Imperio Romano Germánico, con Merseburgo como su capital. Existió desde 1656/57 hasta 1738 y era propiedad de la rama albertina de la Casa de Wettin.

## Historia

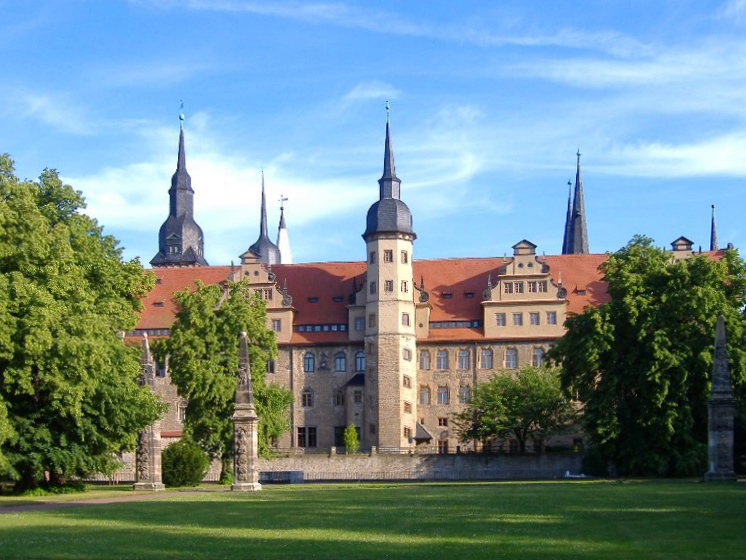
Castillo de Merseburgo.

El Elector Juan Jorge I de Sajonia estipuló en su testamento de fecha 20 de julio de 1652 que sus tres hijos menores deberían recibir principados por secundogenitura. Después de que el elector muriera el 8 de octubre de 1656, sus hijos concluyeron el "tratado principal de amistad-hermandad" en Dresde el 22 de abril de 1657 y en un tratado posterior de 1663 delinearon sus territorios y derechos soberanos definitivamente. Los tratados crearon tres ducados: Sajonia-Zeitz, Sajonia-Weissenfels, Sajonia-Merseburgo.
El príncipe Cristián, el tercero de los hijos mayores, recibió, entre otras propiedades, los castillos, ciudades y distritos de Merseburgo, Plagwitz, Rückmarsdorf, Delitzsch (con el castillo de Delitzsch), Bad Lauchstädt, Schkeuditz, Lützen, Bitterfeld, Zörbig, el Condado de Brehna y el Margraviato de Baja Lusacia, incluyendo las ciudades y castillos de Lübben, Doberlug, Finsterwalde, Döbern, Forst y Guben. Muchos de estos territorios habían pertenecido a la Diócesis de Merseburgo hasta que fue secularizada en 1562.
La región de Sajonia-Merseburgo se extendía hasta los límites de Leipzig. La estación de aduanas se encontraba en lo que ahora es el distrito central de Lindenau.
Después de la muerte del último heredero varón de la línea sajona en 1738, el Ducado de Sajonia-Merseburgo volvió a manos del Electorado de Sajonia.

## Gobernantes

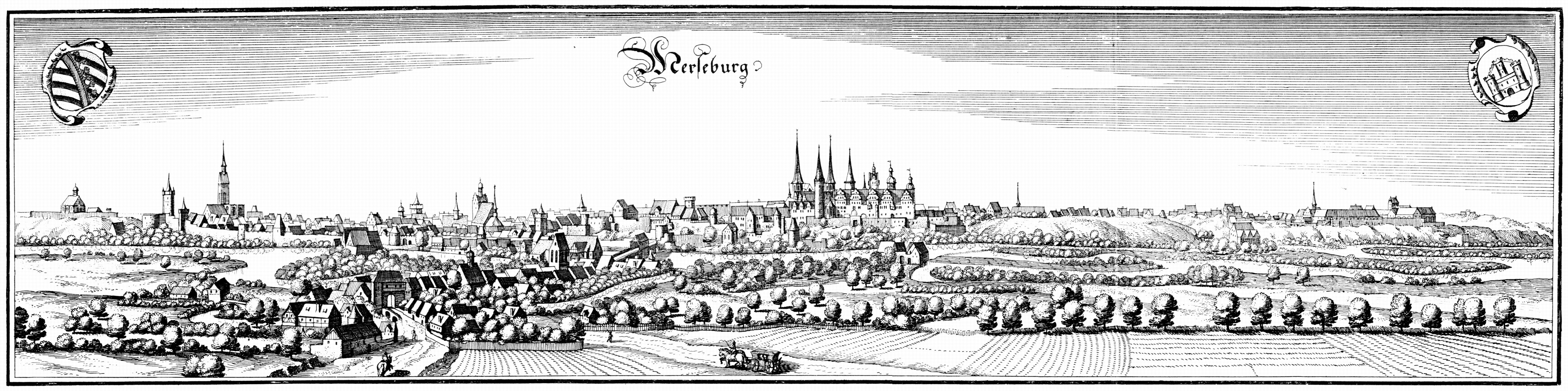
Merseburgo en 1650.

- 1656-1691 Cristián I (27 de octubre de 1615 en Dresde - 18 de octubre de 1691 en Merseburgo)
- 1691-1694 Cristián II (19 de noviembre de 1653 en Merseburgo - 20 de octubre de 1694 en Merseburgo)
- 1694-1694 Cristián III Mauricio (7 de noviembre de 1680 en Merseburgo - 14 de noviembre de 1694 en Merseyside), bajo la regencia del Elector Federico Augusto I de Sajonia y la custodia de su madre Erdmuthe Dorotea de Sajonia-Zeitz
- 1694-1731 Mauricio Guillermo (5 de febrero de 1688 en Merseburgo - 21 de abril de 1731 en Merseburg), hasta 1712 bajo la regencia del Elector Federico Augusto I de Sajonia y la custodia de su madre Edmunda Dorotea de Sajonia-Zeitz
- 1731-1738 Enrique (2 de septiembre de 1661 en Merseburgo - 28 de julio de 1738 en Doberlug), previamente Duque de Sajonia-Merseburgo-Spremberg

## Líneas cadetes
Para proveer a sus tres hijos menores con ingresos propios de un duque, el Duque Cristian I creó infantazgos para sus hijos menores en vida. Estos territorios permanecieron dependientes de la línea principal y su soberanía fue severamente restringida. Fueron llamados según el nombre de las residencias de sus propietarios y desaparecieron con la muerte del primer duque, ya que ninguno de ellos tuvo un heredero varón. Antes de extinguirse, la línea Sajonia-Merseburgo-Spremberg heredó todo Sajonia-Merseburgo.
- Hasta 1715 Augusto (15 de febrero de 1655 en Merseburgo - 27 de marzo de 1715 en Zörbig), Duque de Sajonia-Merseburgo-Zörbig
- Hasta 1690 Felipe (26 de octubre de 1657 en Merseburgo - 1 de julio de 1690 en Fleurus), Duque de Sajonia-Merseburgo-Lauchstädt
- Hasta 1731 Enrique (2 de septiembre de 1661 en Merseburgo - 28 de julio de 1738 en Doberlug), Duque de Sajonia-Merseburgo-Spremberg hasta 1731, heredó Sajonia-Merseburgo en 1731